# Bisdom Tongeren

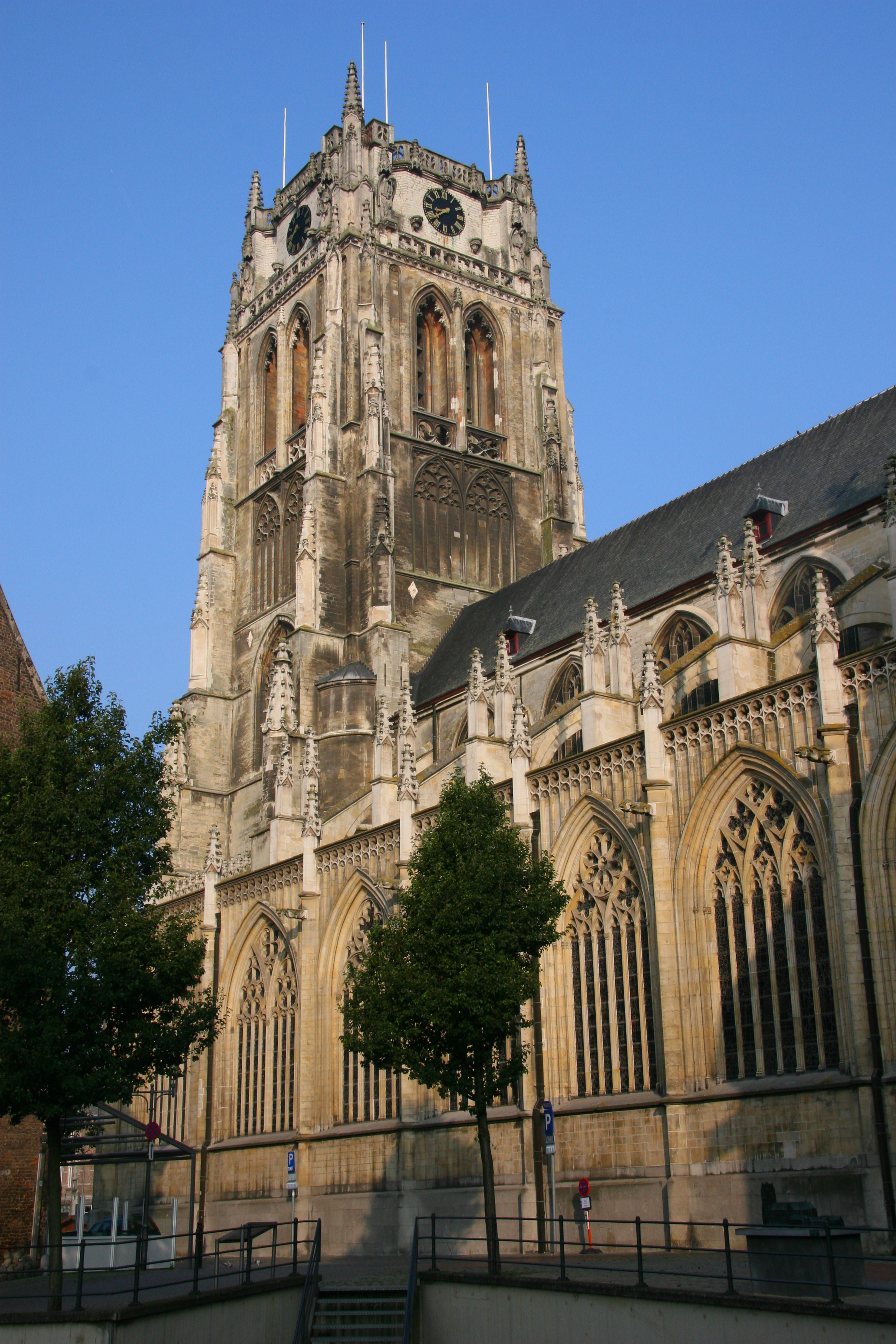
Onze-Lieve-Vrouwebasiliek in Tongeren

Het bisdom Tongeren (Latijn: Dioecesis Tungrensis) is een voormalig bisdom van de Katholieke Kerk dat als hoofdzetel Tongeren in  de Belgische provincie Limburg had.

## Geschiedenis
Het bisdom Tongeren zou in 280 zijn gesticht en in 384 door bisschop Servatius naar Maastricht zijn overgebracht. De 6e-eeuwse geschiedschrijver Gregorius van Tours verhaalde in zijn Historia Francorum hoe de van oorsprong Armeense bisschop Servatius van Tongeren aan het einde van zijn leven naar Maastricht reisde, aldaar stierf en daar, langs de (Romeinse) heerweg begraven werd. Volgens middeleeuwse interpretaties van de tekst van Gregorius van Tours zou Servaas in 384 de bisschopszetel naar Maastricht hebben overgebracht. Door gebrek aan historische bronnen kan hierover echter niets met zekerheid worden gezegd. Hiermee kwam een eind aan het bisdom Tongeren en ontstond het bisdom Maastricht. 
In 535 ondertekende Domitianus van Hoei de acta van het Concilie van Auvergne als bisschop van de kerk der Tungri, "quod est Traiectum" (die te Maastricht is). Dit is de eerste historische bron die naar het bisdom Maastricht verwijst. Voor die tijd werd uitsluitend gesproken over het "bisdom der Tungri". Volgens de geschiedschrijver Heriger van Lobbes vond de overbrenging van de bisschopszetel van Tongeren naar Maastricht pas plaats door bisschop Monulfus. De geschiedenis van het bisdom Maastricht tot aan het begin van de 6e eeuw berust louter op apocriefe teksten. Volgens de traditionele visie was het bisschop Hubertus die de zetel in 722 naar Luik verplaatste. Tegenwoordig veronderstellen sommige auteurs dat dit later (eind 8e, begin 9e eeuw) plaatsvond. In elk geval bleven de bisschoppen ook na 722 de titel episcopus tungrensus gebruiken. Het bisdom Luik ontwikkelde zich in de 10e eeuw tot het machtige prinsbisdom Luik, waaruit in de Franse Tijd het nieuwe, geestelijke bisdom Luik ontstond.
De titel en benaming "bisschop van Tongeren" bleef nog in gebruik tot ver in de tiende eeuw, hoewel de bisschoppen daar feitelijk niet (meer) zetelden. Wel hadden de bisschoppen nog een ambtswoning in Tongeren.

## Bisschoppen van Tongeren
Het is niet duidelijk welke bisschoppen daadwerkelijk in Tongeren hebben gezeteld. De bronnen zijn niet eenduidig en veelal niet betrouwbaar. Ook na de verhuizing naar Maastricht en de daarop volgende naar Luik, bleven bisschoppen zich bisschop van Tongeren noemen. Hieronder worden enkel in Tongeren residerende bisschoppen genoemd. Deze lijst is niet compleet. 
- Maternus ( -325?), eerste bisschop van Tongeren
- Martinus van Tongeren  ( -350?), zevende bisschop van Tongeren
- Valentinus (4e eeuw), negende bisschop van Tongeren
- Servaas van Maastricht ( -384?), laatste residerende bisschop van Tongeren, eerste bisschop van Maastricht

## Kathedraal
- Onze-Lieve-Vrouwebasiliek (Tongeren)